# Kiáltó Szó (szamizdat)
Kiáltó Szó romániai magyar szamizdat folyóirat (1988–1989). Székhely: Kolozsvár.

## Története
1988-ban indult Kolozsvárt a Ceaușescu-féle diktatúrával szembehelyezkedett erdélyi magyar írók illegális lapjaként. Nyolc száma részint kezdetleges eszközökkel, írógépen készült, részint – magyarországi rokonszenvezők segítségével – nyomtatásban. A szerkesztők és munkatársak (Balázs Sándor, Cseke Péter, Cs. Gyimesi Éva, Fábián Ernő, Jakabffy Tamás, Kántor Lajos, Mester Zsolt, Nagy György, Nagy Zoltán, Pillich László, Salat Levente, Szabó Barna, Szilágyi N. Sándor) álnéven vagy név nélkül szerepeltek.
Megszólalt itt Tőkés István, Tőkés László, Sipos Gábor; közölték Czirják Árpád kolozsvári főesperes húsvéti prédikációjának egy részletét; Fodor Sándor  közvetítésével Jakab Antal katolikus megyés püspöknek a Márton Áron-évforduló alkalmából betiltott beszédét; Borbáth Károly hátrahagyott leleplező naplójegyzetét a szekuritáté módszereiről, valamint Demeter János hagyatékából a Kisebbségi Statútum tervezetét. A román ellenállók részéről Doina Cornea és Marius Tabacu írása jelent meg a lapban, s Balázs Sándor cikksorozatban elevenítette fel a két világháború közti ama román értelmiségiek emlékét, akik nemzetük felvirágzását nem a kisebbségek semmibevevésével képzelték el.
Az első szám Beköszöntő címmel felvázolta a köréje tömörültek politikai programját: "Kiáltó szavunk szól a romániai létező szocializmusból kiábrándult baloldali vagy egyenesen kommunista magyarjainkhoz ugyanúgy, mint a polgári liberalizmus híveihez, a szociáldemokratákhoz, kereszténydemokratákhoz, a más politikai eszméket vallókhoz vagy azokhoz, akik megcsömörlöttek mindenféle politikától, katolikusokhoz, reformátusokhoz, unitáriusokhoz, bármilyen hitűekhez, a magukat magyarnak valló zsidókhoz, a vallásfelekezeteken kívül állókhoz vagy akár az ateistákhoz, mindenféle világnézetűekhez, munkásokhoz, földművelőkhöz, értelmiségiekhez, egyszóval mindenkihez. Együttműködésre, közös fellépésre szólítunk fel minden tisztességes erdélyi magyart."
A Beköszöntő a homogenizálás sovén jelszavával szemben reális nemzetiségi célkitűzéssé teszi: "Szövetséget kötni minden román demokratával, felvilágosítani és rádöbbenteni az igazságra az irányunkban félrevezetett többségi tömegeket, következetesen elítélni és leleplezni a román nacionalizmust..." Majd leszögezi: "Délibábot kerget, aki azt gondolja: valamilyen nemzetközi szervezet – akár az ENSZ, akár a Varsói Szerződés – lesepri trónjáról a világ egyetlen jogaros köztársasági elnökét, aki buldózerrel akarja megoldani a nemzetiségi kérdést. A romániai katasztrofális állapotokon s ezen belül a mi kétségbeejtő életkörülményeinken egyedül csak az ebben az országban élő népek összehangolt erőfeszítése képes gyökeresen változtatni. Ehhez kéri a felhívás a bátorító, megértő külső támogatást, függetlenül attól, melyik égtájról jön."
A budapesti Bethlen Gábor Alapítvány Márton Áron-emlékéremmel jutalmazta az illegális Kiáltó Szó című szamizdat folyóiratot.